# Campionati del mondo di atletica leggera 2005
I Campionati del mondo di atletica leggera 2005 (in inglese 10th IAAF World Championships in Athletics) sono stati la 10ª edizione dei Campionati del mondo di atletica leggera. La competizione si è svolta dal 6 al 14 agosto presso l'Olympiastadion di Helsinki, in Finlandia.
A partire da questa edizione viene introdotta anche in campo femminile la gara dei 3000 metri siepi.

## Medagliati

### Uomini
| Specialità                        | Oro                                                                                               | Prestazione | Argento                                                                           | Prestazione   | Bronzo                                                                               | Prestazione   |
| Corse piane                       |                                                                                                   |             |                                                                                   |               |                                                                                      |               |
| 100 m (dettagli)                  | Justin Gatlin                                                                                     | 9"88        | Michael Frater                                                                    | 10"05         | Kim Collins                                                                          | 10"05         |
| 200 m (dettagli)                  | Justin Gatlin                                                                                     | 20"04       | Wallace Spearmon                                                                  | 20"20         | John Capel                                                                           | 20"31         |
| 400 m (dettagli)                  | Jeremy Wariner                                                                                    | 43"93       | Andrew Rock                                                                       | 44"35         | Tyler Christopher                                                                    | 44"44         |
| 800 m (dettagli)                  | Rashid Ramzi                                                                                      | 1'44"24     | Jurij Borzakovskij                                                                | 1'44"51       | William Yiampoy                                                                      | 1'44"55       |
| 1 500 m (dettagli)                | Rashid Ramzi                                                                                      | 3'37"88     | Adil Kaouch                                                                       | 3'38"00       | Rui Silva                                                                            | 3'38"02       |
| 5 000 m (dettagli)                | Benjamin Limo                                                                                     | 13'32"55    | Sileshi Sihine                                                                    | 13'32"81      | Craig Mottram                                                                        | 13'32"96      |
| 10 000 m (dettagli)               | Kenenisa Bekele                                                                                   | 27'08"33    | Sileshi Sihine                                                                    | 27'08"87      | Moses Mosop                                                                          | 27'08"96      |
| Corse a ostacoli                  |                                                                                                   |             |                                                                                   |               |                                                                                      |               |
| 110 hs (dettagli)                 | Ladji Doucouré                                                                                    | 13"07       | Liu Xiang                                                                         | 13"08         | Allen Johnson                                                                        | 13"10         |
| 400 hs (dettagli)                 | Bershawn Jackson                                                                                  | 47"30       | James Carter                                                                      | 47"43         | Dai Tamesue                                                                          | 48"10         |
| 3 000 siepi (dettagli)            | Saif Saaeed Shaheen                                                                               | 8'13"31     | Ezekiel Kemboi                                                                    | 8'14"95       | Brimin Kipruto                                                                       | 8'15"30       |
| Prove su strada                   |                                                                                                   |             |                                                                                   |               |                                                                                      |               |
| Maratona (dettagli)               | Jaouad Gharib                                                                                     | 2h10'10"    | Christopher Isegwe                                                                | 2h10'21"      | Tsuyoshi Ogata                                                                       | 2h11'16"      |
| Marcia 20 km (dettagli)           | Jefferson Pérez                                                                                   | 1h18'35"    | Francisco Javier Fernández                                                        | 1h19'36"      | Juan Manuel Molina                                                                   | 1h19'44"      |
| Marcia 50 km (dettagli)           | Sergej Kirdjapkin                                                                                 | 3h38'08"    | Aleksej Voevodin                                                                  | 3h41'25"      | Alex Schwazer                                                                        | 3h41'54"      |
| Salti                             |                                                                                                   |             |                                                                                   |               |                                                                                      |               |
| Salto con l'asta (dettagli)       | Rens Blom                                                                                         | 5,80 m      | Brad Walker                                                                       | 5,75 m        | Pavel Gerasimov                                                                      | 5,65 m        |
| Salto in alto (dettagli)          | Jurij Krymarenko                                                                                  | 2,32 m      | Víctor Moya Jaroslav Rybakov                                                      | 2,29 m 2,29 m | Non assegnato                                                                        | Non assegnato |
| Salto in lungo (dettagli)         | Dwight Phillips                                                                                   | 8,60 m      | Ignisious Gaisah                                                                  | 8,34 m        | Tommi Evilä                                                                          | 8,25 m w      |
| Salto triplo (dettagli)           | Walter Davis                                                                                      | 17,57 m     | Yoandri Betanzos                                                                  | 17,42 m       | Marian Oprea                                                                         | 17,40 m       |
| Lanci                             |                                                                                                   |             |                                                                                   |               |                                                                                      |               |
| Getto del peso (dettagli)         | Adam Nelson                                                                                       | 21,73 m     | Rutger Smith                                                                      | 21,29 m       | Ralf Bartels                                                                         | 20,99 m       |
| Lancio del disco (dettagli)       | Virgilijus Alekna                                                                                 | 70,17 m     | Gerd Kanter                                                                       | 68,57 m       | Michael Möllenbeck                                                                   | 65,95 m       |
| Lancio del martello (dettagli)    | Vadim Devyatovskiy                                                                                | 82,60 m     | Szymon Ziółkowski                                                                 | 79,35 m       | Markus Esser                                                                         | 79,16 m       |
| Lancio del giavellotto (dettagli) | Andrus Värnik                                                                                     | 87,17 m     | Andreas Thorkildsen                                                               | 86,18 m       | Sergej Makarov                                                                       | 83,54 m       |
| Prove multiple                    |                                                                                                   |             |                                                                                   |               |                                                                                      |               |
| Decathlon (dettagli)              | Bryan Clay                                                                                        | 8 732 p.    | Roman Šebrle                                                                      | 8 521 p.      | Attila Zsivóczky                                                                     | 8 385 p.      |
| Staffette                         |                                                                                                   |             |                                                                                   |               |                                                                                      |               |
| Staffetta 4×100 m (dettagli)      | Francia Ladji Doucouré Ronald Pognon Eddy De Lépine Luéyi Dovy Oudéré Kankarafou                  | 38"08       | Trinidad e Tobago Kevon Pierre Marc Burns Jacey Harper Darrel Brown               | 38"10         | Gran Bretagna Jason Gardener Marlon Devonish Christian Malcolm Mark Lewis-Francis    | 38"27         |
| Staffetta 4×400 m (dettagli)      | Stati Uniti Andrew Rock Derrick Brew Darold Williamson Jeremy Wariner Miles Smith LaShawn Merritt | 2'56"91     | Bahamas Nathaniel McKinney Avard Moncur Andrae Williams Chris Brown Troy McIntosh | 2'57"32       | Giamaica Sanjay Ayre Brandon Simpson Lansford Spence Davian Clarke Michael Blackwood | 2'58"07       |

 record mondiale;  record mondiale stagionale;  record africano;  record asiatico;  record europeo;  record nord-centroamericano e caraibico;  record sudamericano;  record oceaniano;  record dei campionati;  record nazionale;  record personale;  record personale stagionale.

### Donne
| Specialità                        | Oro | Prestazione | Argento                                                                                    | Prestazione | Bronzo                                                                               | Prestazione |
| Corse piane                       | |             |                                                                                            |             |                                                                                      |             |
| 100 m (dettagli)                  | Lauryn Williams                                                                                              | 10"93       | Veronica Campbell-Brown                                                                    | 10"95       | Christine Arron                                                                      | 10"98       |
| 200 m (dettagli)                  | Allyson Felix                                                                                                | 22"16       | Rachelle Boone-Smith                                                                       | 22"31       | Christine Arron                                                                      | 22"31       |
| 400 m (dettagli)                  | Tonique Williams-Darling                                                                                     | 49"55       | Sanya Richards                                                                             | 49"74       | Ana Guevara                                                                          | 49"81       |
| 800 m (dettagli)                  | Zulia Calatayud                                                                                              | 1'58"82     | Hasna Benhassi                                                                             | 1'59"42     | Tatyana Andrianova                                                                   | 1'59"60     |
| 1 500 m (dettagli)                | Tat'jana Tomašova                                                                                            | 4'00"35     | Ol'ga Egorova                                                                              | 4'01"46     | Bouchra Ghezielle                                                                    | 4'02"45     |
| 5 000 m (dettagli)                | Tirunesh Dibaba                                                                                              | 14'38"59    | Meseret Defar                                                                              | 14'39"54    | Ejegayehu Dibaba                                                                     | 14'42"47    |
| 10 000 m (dettagli)               | Tirunesh Dibaba                                                                                              | 30'24"02    | Berhane Adere                                                                              | 30'25"41    | Ejegayehu Dibaba                                                                     | 30'26"00    |
| Corse a ostacoli                  | |             |                                                                                            |             |                                                                                      |             |
| 100 hs (dettagli)                 | Michelle Perry                                                                                               | 12"66       | Delloreen Ennis-London                                                                     | 12"76       | Brigitte Foster-Hylton                                                               | 12"76       |
| 400 hs (dettagli)                 | Julija Pečënkina                                                                                             | 52"90       | Lashinda Demus                                                                             | 53"27       | Sandra Glover                                                                        | 53"32       |
| 3 000 siepi (dettagli)            | Dorcus Inzikuru                                                                                              | 9'18"24     | Ekaterina Volkova                                                                          | 9'20"49     | Jeruto Kiptum                                                                        | 9'26"95     |
| Prove su strada                   | |             |                                                                                            |             |                                                                                      |             |
| Maratona (dettagli)               | Paula Radcliffe                                                                                              | 2h20'57"    | Catherine Ndereba                                                                          | 2h22'01"    | Constantina Diță                                                                     | 2h23'19"    |
| Marcia 20 km (dettagli)           | Olimpiada Ivanova                                                                                            | 1h25'41"    | Ryta Turava                                                                                | 1h27'05"    | Susana Feitor                                                                        | 1h28'44"    |
| Salti                             | |             |                                                                                            |             |                                                                                      |             |
| Salto con l'asta (dettagli)       | Elena Isinbaeva                                                                                              | 5,01 m      | Monika Pyrek                                                                               | 4,60 m      | Pavla Hamáčková                                                                      | 4,50 m      |
| Salto in alto (dettagli)          | Kajsa Bergqvist                                                                                              | 2,02 m      | Chaunté Howard                                                                             | 2,00 m      | Emma Green                                                                           | 1,96 m      |
| Salto in lungo (dettagli)         | Tianna Madison                                                                                               | 6,89 m      | Eunice Barber                                                                              | 6,76 m w    | Yargelis Savigne                                                                     | 6,69 m      |
| Salto triplo (dettagli)           | Trecia-Kaye Smith                                                                                            | 15,11 m     | Yargelis Savigne                                                                           | 14,82 m     | Anna Pjatych                                                                         | 14,78 m     |
| Lanci                             | |             |                                                                                            |             |                                                                                      |             |
| Getto del peso (dettagli)         | Ol'ga Rjabinkina                                                                                             | 19,64 m     | Valerie Vili                                                                               | 19,62 m     | Nadine Kleinert                                                                      | 19,07 m     |
| Lancio del disco (dettagli)       | Franka Dietzsch                                                                                              | 66,56 m     | Natal'ja Sadova                                                                            | 64,33 m     | Věra Pospíšilová-Cechlová                                                            | 63,19 m     |
| Lancio del martello (dettagli)    | Yipsi Moreno                                                                                                 | 73,08 m     | Tat'jana Lysenko                                                                           | 72,46 m     | Manuela Montebrun                                                                    | 71,41 m     |
| Lancio del giavellotto (dettagli) | Osleidys Menéndez                                                                                            | 71,70 m     | Christina Obergföll                                                                        | 70,03 m     | Steffi Nerius                                                                        | 65,96 m     |
| Prove multiple                    | |             |                                                                                            |             |                                                                                      |             |
| Eptathlon (dettagli)              | Carolina Klüft                                                                                               | 6 887 p.    | Eunice Barber                                                                              | 6 824 p.    | Margaret Simpson                                                                     | 6 375 p.    |
| Staffette                         | |             |                                                                                            |             |                                                                                      |             |
| Staffetta 4×100 m (dettagli)      | Stati Uniti Angela Daigle Muna Lee Me'Lisa Barber Lauryn Williams                                            | 41"78       | Giamaica Danielle Browning Sherone Simpson Aleen Bailey Veronica Campbell Beverly McDonald | 41"99       | Bielorussia Julija Nescjarėnka Natallia Solohub Alena Neumiarzhitskaya Aksana Drahun | 42"56       |
| Staffetta 4×400 m (dettagli)      | Russia Julija Pečënkina Olesja Krasnomovec Natal'ja Antjuch Svetlana Pospelova Tat'jana Firova Olesja Zykina | 3'20"95     | Giamaica Shericka Williams Novlene Williams Ronetta Smith Lorraine Fenton                  | 3'23"29     | Gran Bretagna Lee McConnell Donna Fraser Nicola Sanders Christine Ohuruogu           | 3'24"44     |

 record mondiale;  record mondiale stagionale;  record africano;  record asiatico;  record europeo;  record nord-centroamericano e caraibico;  record sudamericano;  record oceaniano;  record dei campionati;  record nazionale;  record personale;  record personale stagionale.

### Esibizioni paralimpiche
| Specialità                        | Oro            | Prestazione | Argento                 | Prestazione | Bronzo            | Prestazione |
| 100 m T54 uomini                  | David Weir     | 14"15       | Kenny van Weeghel       | 14"19       | Leo-Pekka Tähti   | 14"22       |
| 200 m T54 uomini                  | David Weir     | 25"47       | Kenny van Weeghel       | 25"80       | Supachai Koysub   | 26"03       |
| Lancio del giavellotto F54 uomini | Jacques Martin | 24,97 m     | Markku Niinimäki        | 23,82 m     | Gerasimos Vrionis | 16,75 m     |
| 200 m T12 donne                   | Ádria Santos   | 26"99       | Purificación Santamarta | 27"08       | Paraskeví Kantza  | 28"32       |

 record mondiale;  record mondiale stagionale;  record africano;  record asiatico;  record europeo;  record nord-centroamericano e caraibico;  record sudamericano;  record oceaniano;  record dei campionati;  record nazionale;  record personale;  record personale stagionale.

## Medagliere

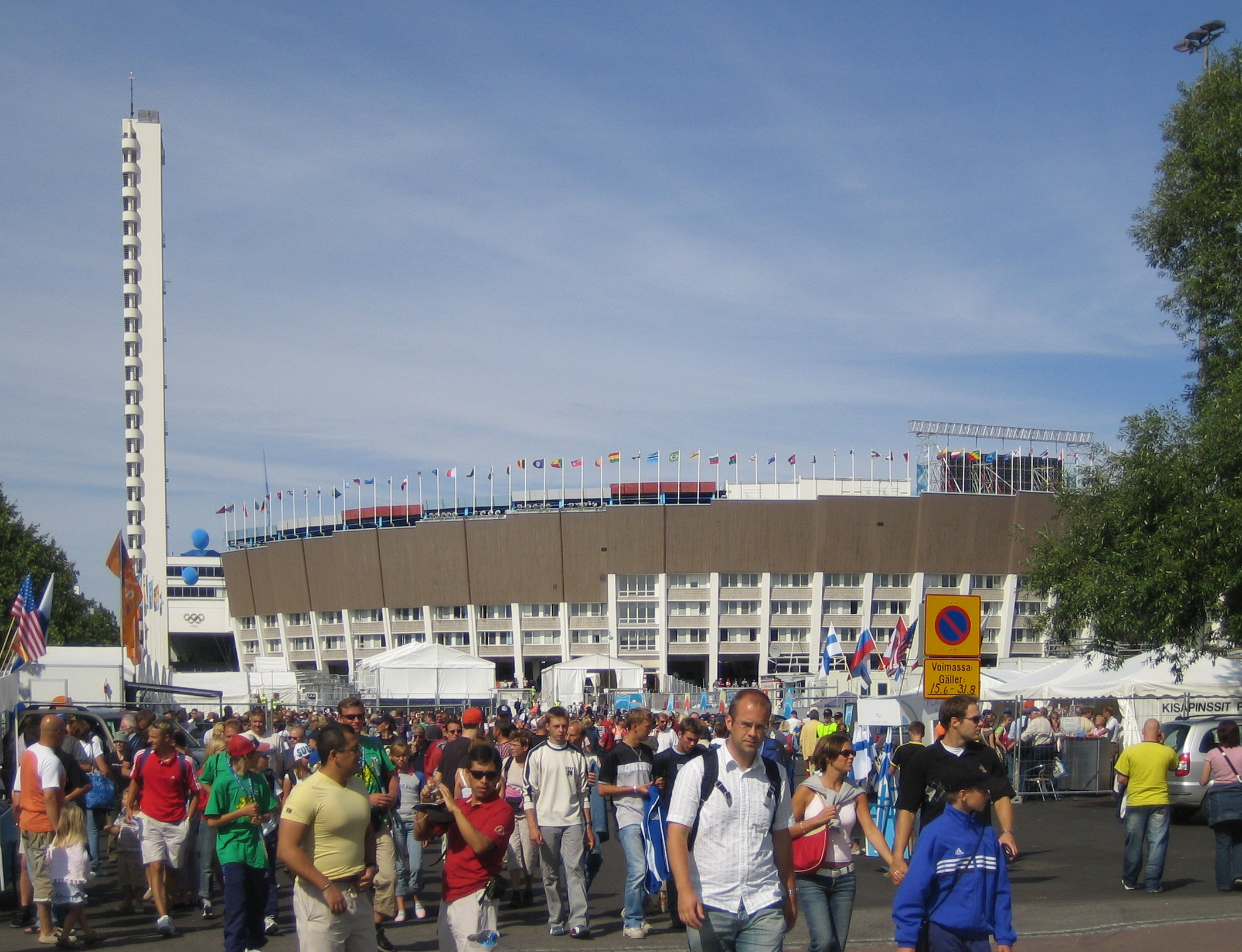
L'Olympiastadion di Helsinki, sede dei mondiali del 2005.

| Posizione | Paese               | Oro | Argento | Bronzo | Totale |
| --------- | ------------------- | --- | ------- | ------ | ------ |
| 1         | Stati Uniti         | 14  | 8       | 3      | 25     |
| 2         | Russia              | 6   | 8       | 4      | 18     |
| 3         | Etiopia             | 3   | 4       | 2      | 9      |
| 4         | Cuba                | 3   | 3       | 1      | 7      |
| 5         | Francia             | 2   | 2       | 4      | 8      |
| 6         | Svezia              | 2   | 0       | 1      | 3      |
| 7         | Bahrein             | 2   | 0       | 0      | 2      |
| 8         | Giamaica            | 1   | 5       | 2      | 8      |
| 9         | Kenya               | 1   | 2       | 4      | 7      |
| 9         | Germania            | 1   | 2       | 4      | 7      |
| 11        | Marocco             | 1   | 1       | 3      | 3      |
| 12        | Bahamas             | 1   | 1       | 0      | 2      |
| 12        | Estonia             | 1   | 1       | 0      | 2      |
| 12        | Paesi Bassi         | 1   | 1       | 0      | 2      |
| 15        | Gran Bretagna       | 1   | 0       | 2      | 3      |
| 16        | Ecuador             | 1   | 0       | 0      | 1      |
| 16        | Lituania            | 1   | 0       | 0      | 1      |
| 16        | Qatar               | 1   | 0       | 0      | 1      |
| 16        | Ucraina             | 1   | 0       | 0      | 1      |
| 16        | Uganda              | 1   | 0       | 0      | 1      |
| 21        | Rep. Ceca           | 0   | 1       | 2      | 3      |
| 22        | Ghana               | 0   | 1       | 1      | 2      |
| 22        | Polonia             | 0   | 1       | 1      | 2      |
| 22        | Spagna              | 0   | 1       | 1      | 2      |
| 22        | Bielorussia         | 0   | 1       | 1      | 2      |
| 26        | Cina                | 0   | 1       | 0      | 1      |
| 26        | Norvegia            | 0   | 1       | 0      | 1      |
| 26        | Tanzania            | 0   | 1       | 0      | 1      |
| 26        | Trinidad e Tobago   | 0   | 1       | 0      | 1      |
| 30        | Giappone            | 0   | 0       | 2      | 2      |
| 30        | Portogallo          | 0   | 0       | 2      | 2      |
| 30        | Romania             | 0   | 0       | 2      | 2      |
| 33        | Australia           | 0   | 0       | 1      | 1      |
| 33        | Canada              | 0   | 0       | 1      | 1      |
| 33        | Finlandia           | 0   | 0       | 1      | 1      |
| 33        | Italia              | 0   | 0       | 1      | 1      |
| 33        | Messico             | 0   | 0       | 1      | 1      |
| 33        | Nuova Zelanda       | 0   | 0       | 1      | 1      |
| 33        | Saint Kitts e Nevis | 0   | 0       | 1      | 1      |
| 33        | Ungheria            | 0   | 0       | 1      | 1      |
| Totale    | Totale              | 47  | 48      | 46     | 141    |